# Костадин Сулев
Костадин Сулев (Дино, Дине Сульов)  (на гръцки: Ντίνος  Σούλιωφ) е български и гръцки революционер, деец на „Охрана“ и по-късно комунистически партизанин от Демократичната армия на Гърция (ДАГ).

## Биография
Роден е в българското костурско село Черешница. Занимава се със селско стопанство.
След разгрома на Гърция от Нацистка Германия през април 1941 година Сульов влиза в българския общински съвет на селото заедно с Аргир Иванов, Глигор Зонов, Георги Зеков, Кирил Зеков, Иван Недялков, Никола Милошев, Васил Плятов, Георги Зонов и Вангел Христовски. През 1942 година, след засилване на опасността от нападения от нелегални гръцки формирования, се включва в селската чета за самоотбрана, чийто пръвоначален войвода е Михали Ристовски, а подвойвода - Кирил Зеков. На следващата година участва в антигръцки акции в Грамос и Хрупища. По-късно под въздействие на гръцкия комунист Васил Алексовски заедно с останалите комити в Черешница предава пушката си, но след като партизаните отказват да се разграничат от двама отявлени гъркомани и шпиони от селото, отново се въоръжава. От 1943 година Сульов заедно с Кирил Зеков е войвода на местната българската паравоенна организация Охрана. При партизанското нападение над селото на 21 август 1944 година убива двама нападатели и успява да избяга. Заедно с германски части напуска Костур, но в Леринско е пленен от партизани и след като е задържан за известно време, е освободен.
През 1945 година, за да избегне репресии от страна на гръцките власти, Костадин Сульов бяга в Югославия. След началото на Гръцката гражданска война се присъединява към Демократичната армия на Гърция и участва в редица сражения в областта. Умира в сражение през септември 1947 година. Посмъртно е повишен в чин майор от ДАГ.